# エクスペディア
エクスペディア (Expedia Inc.) は、アメリカのオンライン旅行通販会社エクスペディア・グループが所有するオンライン旅行会社である。ウェブサイトやモバイルアプリを利用して、航空券やホテルの予約、レンタカー、クルーズ船、バケーションパッケージの予約が可能である。
エクスペディア・グループ（英: Expedia Group, Inc., NASDAQ: EXPE）は、アメリカ合衆国・ベルビューに本拠地を置くオンライン旅行会社 (Online Travel Agency, OTA) であり、「エクスペディア」の運営のほか、多数のグループ企業を統括している。売上高はオンライン旅行会社として世界2位、取扱額は世界1位である。

## エクスペディア・グループ

### 構成企業
現在エクスペディア・グループは、以下のグループ企業を擁する。順序は公式サイト内に従い、日本語対応を行うウェブサイトは★を付す。
- ホテルズドットコム★（ホテル予約）
- エクスペディア・パートナー・ソリューションズ（通称はEPS。旅行会社に対するアフィリエイト事業[4]）
- VRBO（バケーションレンタル）
- Egencia（ビジネストラベルマネジメント）
- トリバゴ★（ホテル予約のメタサーチ運営。本社：デュッセルドルフ）
- HomeAway★（バケーションレンタル。VacationRentals.com等を含む）
- Orbitz（北米を中心とする旅行商品販売）
- Travelocity（北米における旅行商品販売）
- Hotwire.com（北米における旅行商品販売）
- Wotif Group（オーストラリアを中心とする旅行商品販売。本社：ブリスベン）
- ebookers（欧米における旅行商品販売）
- CheapTickets（北米における旅行商品販売）
- Expedia Group Media Solutions（広告部門）
- Expedia Local Expert（ハワイ州とオーランドに特化した旅行商品販売）
- Carrentals.com（北米におけるレンタカー予約）
- Expedia CruiseShipCenters（クルーズ手配）
- Classic Vacations.com（北米におけるホテル予約）
- Traveldoo（ビジネストラベルソリューション。本社：パリ）
- SilverRail（鉄道チケットソリューション。本社：ロンドン）
- エクスペディア・グループ ロッジング パートナー サービス（通称はLPS。エクスペディア・グループの各ブランドに宿泊施設を提供するソーシング業務。

### 沿革

#### 草創期
エクスペディア・グループ（Expedia Group, Inc.、2018年3月まではExpedia, Inc.）の歴史は、1996年のマイクロソフトの旅行予約システム部門としての設立に端を発する。1994年、同社でMS-DOSとWindows 95の開発に従事していた当時27歳のリッチ・バートンは、ビル・ゲイツやスティーブ・バルマーら幹部にインターネットを利用した旅行予約システムの開発を提案、承認を得たのち1996年10月に運用開始となり、インターネットを利用した旅行予約システムとしては世界で2番目であった。世界初の同種サービスは、1996年3月にSABREがTravelocityの運用を開始した。
旅行に特化したビジネスを希望したバートンは、設立にあたり「Microsoft Travel」のような名称を望まず、explorationとspeedの合成からExpediaと名付けた。独立をめぐっては、TravelocityがExpedia, Inc.への出資を提案したが、バートンはこれを拒否してバルマーに当初難色を示されながらも最終的に承認され、1999年11月、社員数143名のExpedia, Inc.はマイクロソフトから独立した。当初の本社はマイクロソフト本社の道路向かいに位置した。取扱の多くは航空券の予約で占められていた。

#### 経営体制の変遷
2000年1月、ラスベガスを拠点とするTravelscapeを併合、これはExpedia, Inc.による最初の買収となったが、Travelscapeがメディア界の大物として知られるバリー・ディラーの率いるUSA Networks,Inc（2003年6月以降はInterActiveCorp）と密接な取引関係にあったことから、InterActiveCorpとExpedia, Inc.の関係が始まった。
インターネット・バブルの崩壊が深刻化した2001年、USA Networks,Incはバートンに買収を提案、2002年2月、同社はExpedia, Inc.の買収を発表した。これに伴い、USAネットワーク出身のダラ・コスロシャヒ (Dara Khosrowshahi) をはじめ、多くのInterActiveCorp関係者がExpedia, Inc.の経営に参画することになった。2005年8月、Expedia, Inc.はInterActiveCorpから資本上独立した。CEOはダラ・コスロシャヒが務め、会長職はバリー・ディラーがInterActiveCorp会長職と兼任する体制となった。
バリー・ディラーと関係の深いジョン・マローンの率いるリバティ・インタラクティブが主要株主となり、議決権ベースで58％を所有、Expedia, Inc.の運営はアメリカの大手メディアグループと密接な関係を持ち続けることになった。グループ企業を含め、マーケティングが重視され、テレビCMなどの展開で同業他社を大きく上回っている。2017年8月、ダラ・コスロシャヒに代わりマーク・オカストロム (Mark Okerstrom) がCEOとなったが、収益悪化および経営方針をめぐり取締役会と対立し、2019年12月に退任、2020年4月、ピーター・カーン（Peter Kern）がCEOとなった。

#### ビジネスモデルの変遷
初期のエクスペディアは航空券の取扱が多くを占めていたが、ホテル予約では、Hotel Reservation Network（現在のホテルズドットコム）が生んだマーチャントモデル（OTAが旅行商品をあらかじめホテル等から安く仕入れた上で、OTA自ら価格を決定し旅行者に販売し、その利幅で収益をあげる方式で、旅行者が料金をOTAに支払うビジネスモデル）がアメリカのOTAを席巻、マーチャントモデルに強い感銘を受けていたダラ・コスロシャヒは、この方式が今後のオンラインホテル予約の主流になると考えていた。
2002年、オランダのOTAであるBooking.nl（現在のブッキングドットコム）の買収を検討するが、同社はエージェンシーモデル（料金ホテル決済）のビジネスモデルを使っていたため、ダラ・コスロシャヒは検討を中止、この判断は、2005年に同社を買収したプライスライン（現在はブッキング・ホールディングス）の伸長を許す結果となった。その後ブッキングドットコムの世界的な拡大に直面し、2012年以降、エージェンシーモデルをマーチャントモデルと併用している。

#### 世界への進出
2000年代前半、経済不況の影響でアメリカの他のOTAは伸び悩んだが、Expedia, Inc.は2000年代前半に実績を大きく伸ばし、以降、アメリカの代表的なOTAに成長した。
他の多くのOTAが海外進出を行う余力に乏しい中、2005年の独立時点でカナダ・イギリス等7か国向けにウェブサイトを開設した。独立時点でExpedia, Inc.は、ホテルズドットコム、Hotwire.com、Classic Vacations.com、Expedia Corporare Travel（現在のEgencia）、トリップアドバイザー（2011年12月に独立）、eLong（2015年5月シートリップに売却）などの子会社を傘下に置いたが、その後もトリバゴ等の買収を行い、企業規模の拡大に努めている。2008年、本拠地をシアトル近郊のベルビューに移転している。
2011年に、Expedia, Inc.とマレーシアの格安航空会社であるエアアジアとが合弁し、AAE Travel Pte. Ltd.（エアアジア エクスペディア）をシンガポールに設立、以降、アジア地域におけるマーケティング事業はExpedia, Inc.から同社に移行した。

#### 近年の動向
ブッキングドットコムの買収を見送ったことは、2011年に売上高でブッキング・ホールディングスに抜かれる結果を生んだ。ただし、同社が各国の航空会社によるコミッションカットへのシフトを受け航空券の代理販売を縮小、選択と集中を進める方針を取ったのに対し、エクスペディア・グループは総合旅行サイトにこだわる経営方針を取り、航空券の代理販売事業も堅持している。
独立したトリップアドバイザーが競争相手となり、2010年以降、全世界のホテル等の宿泊予約数では、ブッキング・ホールディングスに一歩譲っているが、エクスペディア・グループは単価の高額な航空券予約の割合も高いことから、グループ全体の取扱額 (Gross Bookings) は、2012年以降現在まで第1位を維持している。
2015年に中華人民共和国のelongを売却する一方、TravelocityとOrbitz Worldwide、バケーションレンタル大手のHomeAwayを相次いで買収し、経営規模の拡大が進められている。現在、エクスペディア・グループ総体では、アメリカ国内で半分以上の売上を計上する構造となっている。2019年は56.9％であった。
アメリカ国内で高い市場シェアを持つ一方、ヨーロッパやアジア地域における市場シェアの伸び悩みも指摘されているが、2017年には東南アジアで最も多い人口を持つインドネシアの大手OTAであるTravelokaへの少額出資を行うなど、海外での投資を多角的に継続している。
2018年3月、ブランディングアップデートに伴い、社名をExpedia, Inc.からエクスペディア・グループ (Expedia Group, Inc.) に変更した。
2019年のブランド別売上構成は、エクスペディア、ホテルズドットコム、Orbitz Worldwide、TravelocityなどのCore OTA合計で全体の約78％、バケーションレンタルが約11％、トリバゴが約7％、Egenciaが約5%である。

### 日本におけるエクスペディア・グループ
日本におけるエクスペディア・グループの事業は、仕入れ（営業）と販売（マーケティング）で分社化体制が組まれている。宿泊施設等の仕入れに関しては、エクスペディア・グループの100％子会社である「エクスペディアホールディングス株式会社」が担当している。同社は「エクスペディア」に加えて、ホテルズドットコムなど、グループ傘下のブランド全般（民泊のHomeAwayを除く）に関する仕入れを行っている。2022年現在、東京、大阪、那覇、にオフィスを持つ。
販売に関しては、エアアジアとの合弁企業AAE Travel Pte. Ltd.の設立を受け2012年3月、その日本法人AAE Japan K.K.（エアアジア エクスペディア ジャパン）の担当となっている。日本国内ユーザーに対しては、日本進出初期から主に海外旅行向けのOTAとしてブランディングを行っており、2010年7月より、日本版オリジナルキャラクター「エクスベア (Exbear)」を設定したブランディングを開始、2011年2月より、日本でもダイナミックパッケージの販売を開始した。
2011年10月から、じゃらんnetが海外ホテル予約サービスに関して提携開始、日本のOTAとの提携に加え、旅行会社専用予約プログラム「クマの手」を同月に開設し、JTB、近畿日本ツーリスト、阪急交通社など、店舗型旅行会社との提携も行われている。
2018年8月のエクスペディア・グループによるAAE Travel Pte. Ltd.の全株式買収後、日本語版エクスペディアはシンガポールに本拠を置くBEX Travel Asia Pte Ltdによる運営となった。

## サービス内容
日本語に対応したサービスとして、2006年11月にExpedia.co.jpが開設された。エクスペディアの日本語対応サービス (Expedia.co.jp) は、BEX Travel Asia Pte Ltd.により運営されており、運営は同社の住所であるシンガポールの法律に基づいている。ネット予約が基本であるが、電話予約も可能で、24時間対応のオペレータが、利用者の代わりに検索しシステムに入力する。
日本語によるコールセンターをオーストラリアのシドニーとメルボルンに開設する。その後人件費などの諸般理由より撤退し拠点を中国とマレーシアに移転した。2018年に初めて日本に日本語によるコールセンターを開設した。現在は24時間オペレーター対応を行っているが、基本的にはLCC以外の航空券のキャンセル・変更業務は、朝7時から夜24時まで受付る。
https://www.expedia.co.jp/は、BEX Travel Asia Pte Ltd.が運営しており、シンガポールの旅行業法 (Cap.334) に基づいてライセンスを付与 (ライセンス番号 02420)されているが、日本の旅行業法（昭和二十七年法律第二百三十九号）の規制は受けていない。
以下のサービス内容と特徴を持つ。

### ホテル予約

#### ホテル検索
24時間、ウェブサイト上で宿泊したい都市、期間、人数を入力して検索できるのは多くのホテル予約サイトと同じで、条件を示すと予約可能な情報だけが表示されるが、それでも料金帯、クラス、地区などで絞り込みしないと候補が多すぎる場合もある。部屋のサービスやアメニティの情報も比較的しっかりしている。電子地図上で、位置確認ができ、周辺のホテルも表示されるが、空き室がないなど予約ができない周辺ホテルも表示されるなど、使い勝手が悪い点もある。2008年1月より最低価格保証サービスを行っていたが、2014年9月の改定後、2017年10月に同サービスを終了した。

#### 予約申し込み
海外ホテルも基本的に日本円建てで表示され、予約日の為替レートで料金が表示される。ただし、税、サービス料なしの料金が示されるため、いざ予約しようとすると、2割近く高くなってしまうこともある。2週間以内の場合、割安なホテルを検索できる、直前予約のシステムもある。基本的に前払いで、クレジットカードで支払う。ホテル事前支払いタイプ料金はエクスペディアに対して支払うことになる。ホテル代、税、サービス料の合計額の円建て領収書は別途メール送付を依頼することができるが、ネット上で利用者が印刷出来るようになっているため、特別な記載が必要な領収書は電話で依頼しないと受領できない。予約が成立すると、アカウントからバウチャーが印刷可能となる。キャンセル可否、期限はホテルが決定したキャンセル規定により対応が異なるが、キャンセル不可タイプ料金は、ホテルが規約通りのルール適用の場合は、前払い金が一切もどらない場合もある。航空券予約とホテル予約を一緒に行うことでホテル代を割り引くサービス「AIR+割」も行っている。
各種免責事項が、ウェブサイト内の利用規約に明記されている。これらの免責事項に属する事柄（オーバーブッキングに由来する予約内容の変更・取消など）は、日本語対応コールセンターにて対応しているが、利用者の規約確認不足によるトラブルも多く、トリップアドバイザーの電子掲示板には、トラブルに対するクレームが多く寄せられている。

### 航空券予約
ウェブサイト上で搭乗区間、日時、人数を入力して検索すると、予約可能な複数の航空会社の便名、時刻、所要時間、乗り継ぎ回数と、各種空港利用料、税および燃油サーチャージを含めた円建ての価格が表示されるため、実際の支払額やおよその利便性を把握しやすい。直行便だけでなく、当該航空会社の公式予約サイトで表示されない、乗り継ぎによる割引便や、複数の航空会社を組み合わせた乗り継ぎ案も提示されるため、価格優先でさがす場合、直行便がない場所に行く場合、各地を周遊したい場合などに適している。座席クラス、オープンジョー、ストップオーバー、払い戻し条件などを指定して検索することも可能で、残席数がわずかな場合は、具体的な残席数も表示される。満足ゆく条件が見つからない場合は、出発地、目的地周辺の別の空港を表示させて、再検索することも可能。
航空券は全てeチケット(電子航空券)で発券され、自動的に電子メールで通知されるため、直前の予約も可能で、余計な送料などが発生することもないが、eチケット番号と旅程表が通知されるだけで、eチケットの内容を搭乗者に通知、印字させるシステムにはなっておらず、予約時にオプション表示される英文の内容を別途保存しておかないと、運賃や空港利用料などの内訳、変更払い戻し条件、有効期限などの詳細把握が難しい。また、航空券とホテル同時予約の領収書はウェブサイトからの発行依頼ができず、別途電話で依頼をし、電子メールでpdfファイルを受け取るしかない。

### その他
他社との契約となるが、海外でのレンタカーや、海外で使用できるWi-Fiルーターの予約を、エクスペディア限定の割引料金で利用可能。2016年2月から、現地オプショナルツアーも検索可能となった。検索結果の一部は英語表示。